# Бойко Пилип Опанасович
Пилип Афанасович (Опанасович) Бойко («Пилипко») (1894, с. Скобце — ?) — український військовий діяч.
Військовий урядовець 1-го Українського козацького ім. гетьмана Б. Хмельницького полку (після 21.05.1917), скарбник 3-го пішого Запорозького ім. гетьмана Богдана Хмельницького полку. Перевівся до богданівців (до 07.1917) зі штабу Київського військового округу, де був хорунжим. Службовець Пилип Бойко, народжений у 1894 р. в с. Скобце Баришівського р-ну Київської області, у міжвоєнний період проживав в Ужгороді. Засуджений Закарпатським обласним судом (15.11.1948) на 10 років позбавлення волі.